# یخ‌زدایی

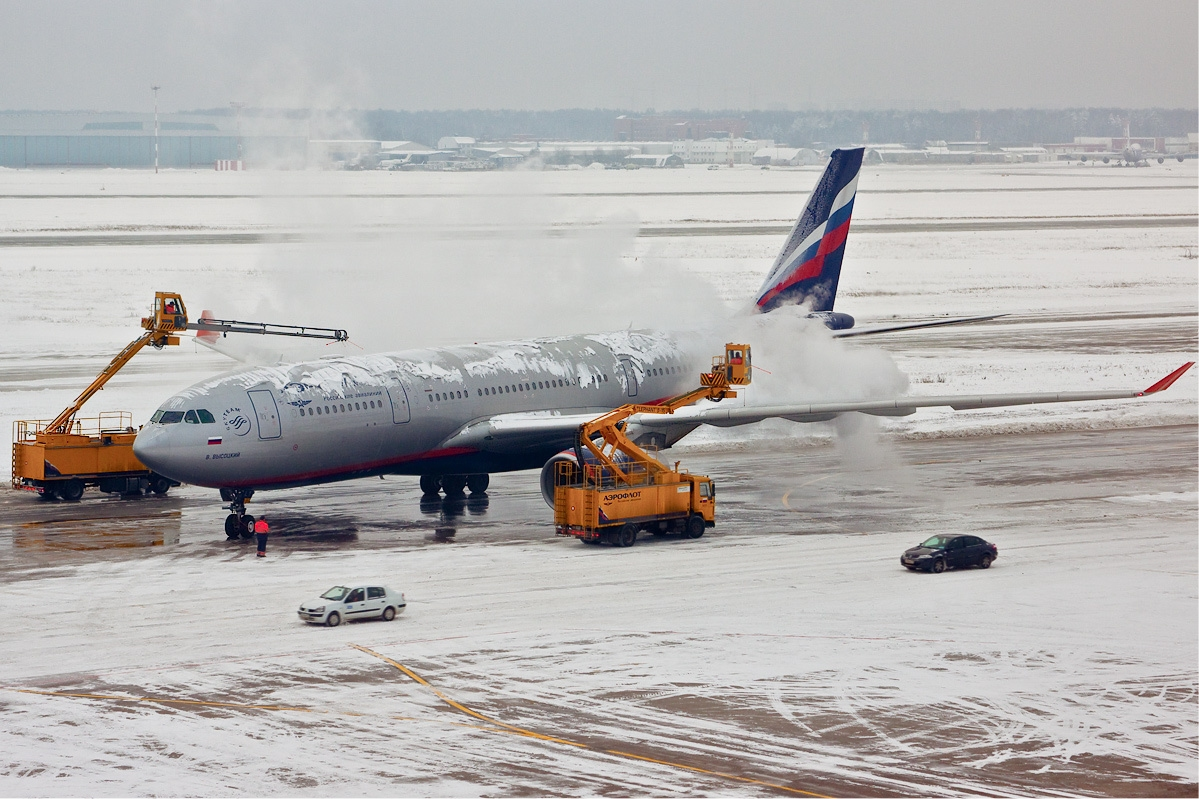
یخ‌زدایی از یک ایرباس A-300

یخ‌زدایی (انگلیسی: Deicing) روند از بین بردن یا بدون تأثیر نمودن برف، یخ و بَشمه از روی سطوح است. ضدیخ‌های مورد استفاده در یخ‌زدایی ترکیبی از مواد شیمیایی است که نه تنها عوامل انجماد و یخ‌زدگی را از روی سطوح حذف می‌کنند بلکه با باقی ماندن بر روی سطح، احتمال یخ‌زدگی دوباره را برای مدت زمان مشخصی به تأخیر انداخته یا از چسبندگی و به‌هم‌پیوستگی یخ جلوگیری می‌کنند. این شیوه کمک می‌کند تا فرایند حذف مکانیکی یخ ساده‌تر گردد. استفاده از مواد شیمیایی خشک یا مایع که به منظور کاهش نقطه ذوب آب طراحی شده‌اند در کنار نمک، آب‌نمک، الکل و دی‌ال از جمله ترکیبات رایج در یخ‌زدایی است.

## نگارخانه

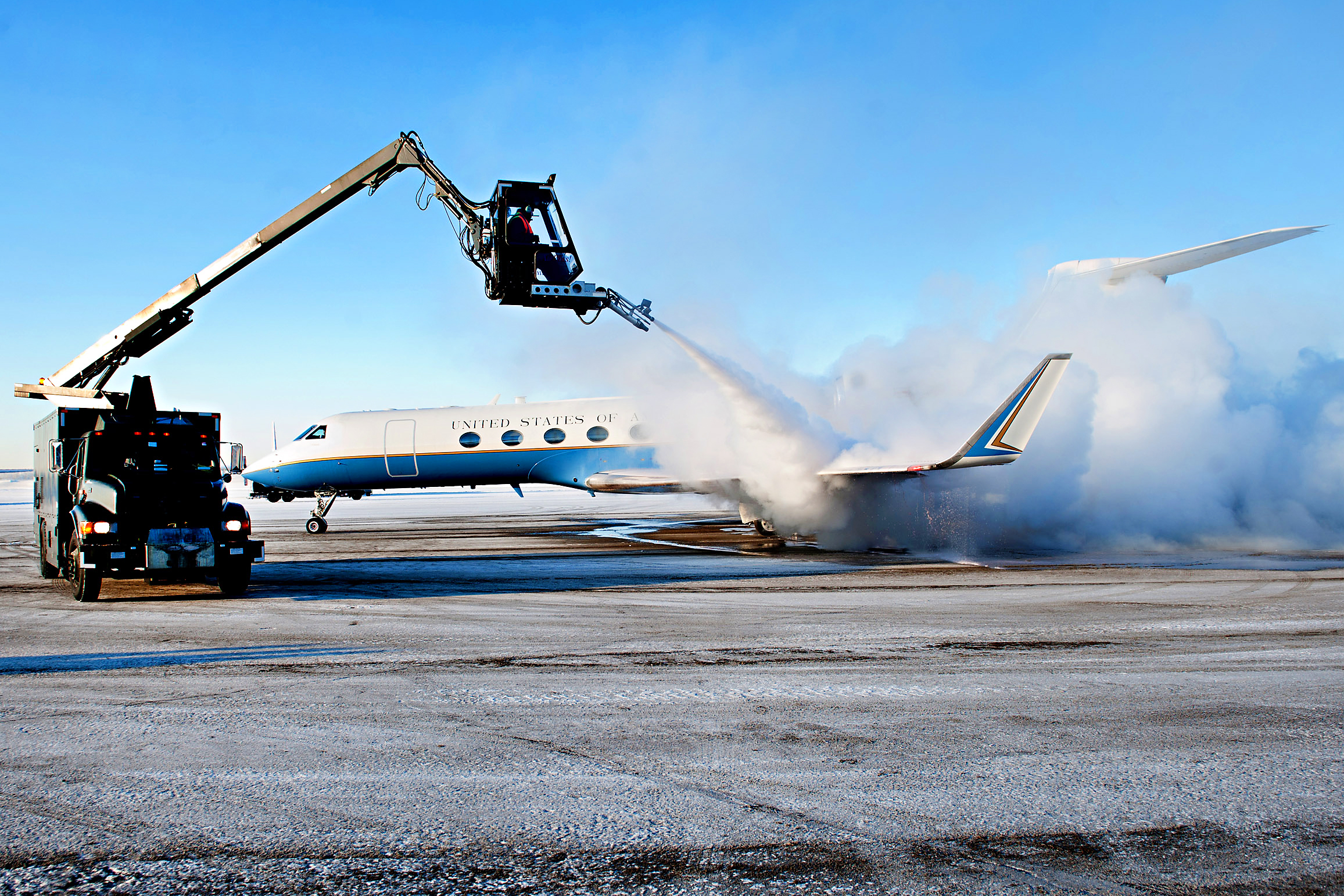
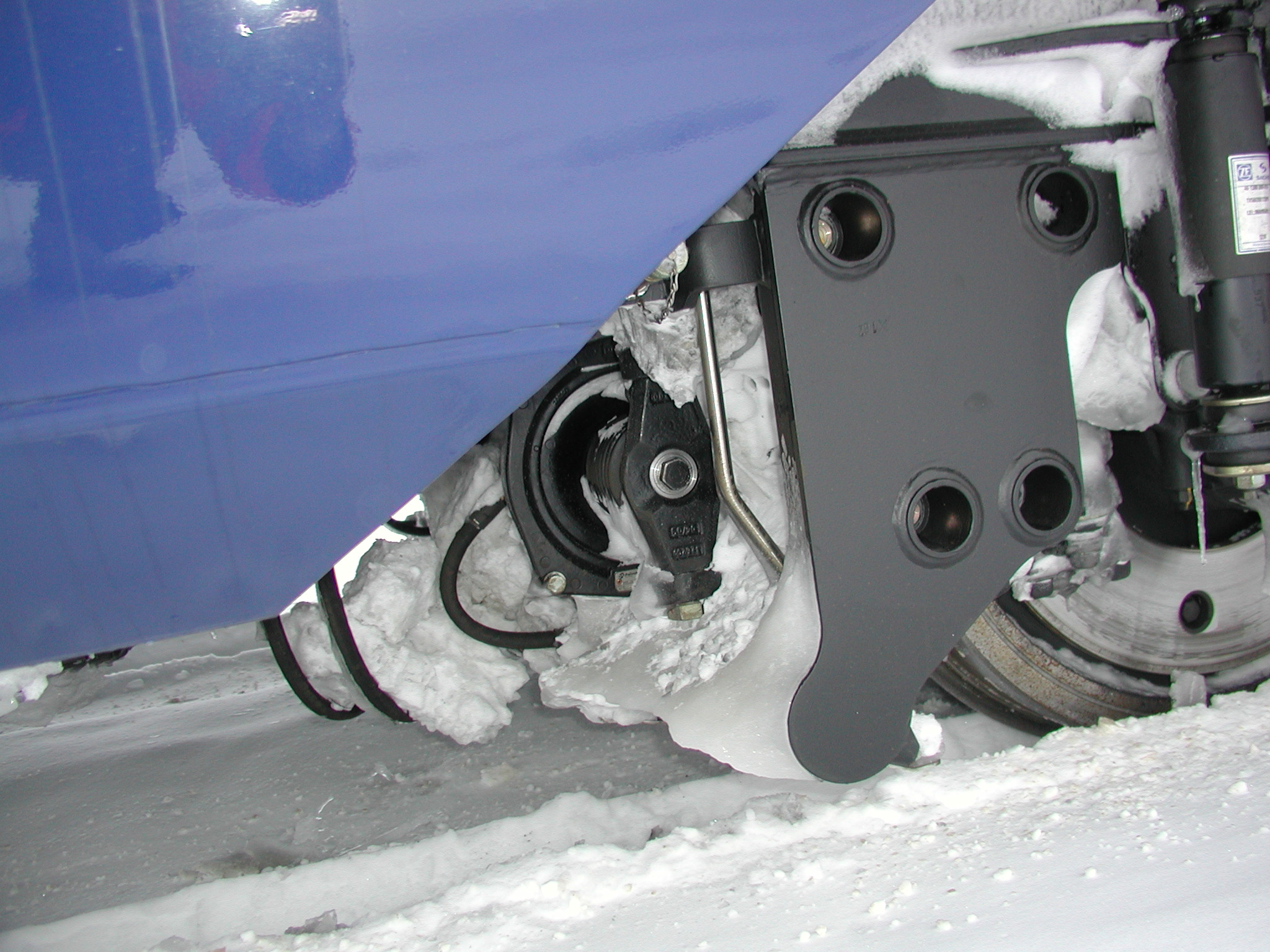
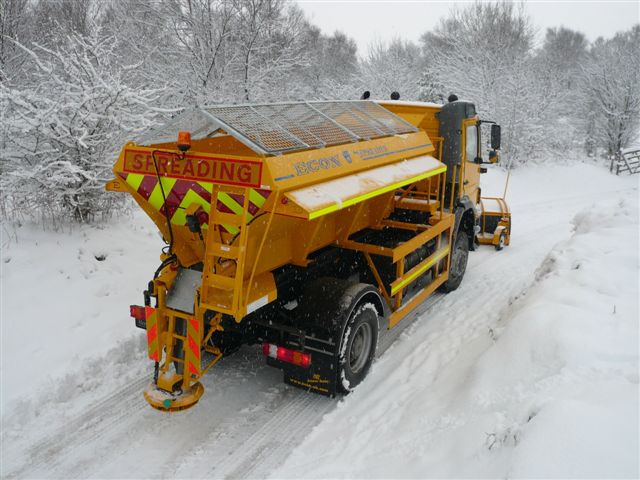